# Кривоклюн брегобегач
Кривоклюният брегобегач (Calidris ferruginea) е птица от семейство Бекасови (Scolopacidae). Среща се и в България.

## Галерия
- Мигрираща млада птица, Англия
- Препарирано яйце
- Видео на кривоклюн и червеногуш брегобегач